# Валацикловір
Валацикловір — синтетичний противірусний препарат з групи нуклеозидних аналогів для перорального застосування. Валацикловір розроблений компанією «GlaxoSmithKline», яка розповсюджує його під торговими марками «Вальтрекс» і «Золітрекс».

## Фармакологічні властивості
Валацикловір — синтетичний противірусний препарат з групи нуклеозидних аналогів. Препарат є L-валіновим етером ацикловіру. Механізм дії препарату полягає в утворенні активного метаболіту — ацикловіру трифосфату, що інгібує фермент вірусів — ДНК-полімеразу — та гальмує синтез вірусної ДНК. До препарату чутливими є вірус простого герпесу, цитомегаловіруси, вірус вітряної віспи, вірус Епштейна — Барр.

### Фармакокінетика
Валацикловір швидко всмоктується, після першого проходження через печінку перетворюється на валін та ацикловір. Біодоступність препарату (по ацикловіру) складає 54 %. Максимальна концентрація ацикловіру в крові досягається протягом 30—100 хвилин. Препарат погано зв'язується з білками крові. Препарат проникає через гематоенцефалічний бар'єр. Препарат проникає через плацентарний бар'єр та виділяється через грудне молоко. Ацикловір частково метаболізується в печінці з утворенням неактивних метаболітів. Виводиться препарат з організму нирками, переважно у незміненому вигляді (у вигляді незміненого ацикловіру), частково виводиться у вигляді неактивних метаболітів. Період напіввиведення препарату становить в середньому 3 години, при нирковій недостатності цей час може збільшуватись до 14 годин.

## Показання до застосування
Валацикловір застосовується для лікування оперізуючого, генітального, лабіального герпесу; превентивного лікування та профілактики передачі вірусу простого та генітального герпесу; профілактики захворювань, викликаних цитомегаловірусом після трансплантації органів.

## Побічна дія
При застосуванні валацикловіру можливі наступні побічні ефекти:
- Алергічні реакції — нечасто (0,1—1 %)висипання на шкірі, фотодерматоз, задишка; рідко (0,01—0,1 %) свербіж шкіри; дуже рідко (менше 0,01 %) кропив'янка, набряк Квінке, анафілактичний шок.
- З боку травної системи — часто (1—10 %) нудота; рідко (0,01—0,1 %) блювання, діарея, болі в животі; дуже рідко (менше 0,01 %) гепатит.
- З боку нервової системи — часто (1—10 %) головний біль; рідко (0,01—0,1 %) запаморочення, сплутаність свідомості, галюцинації; дуже рідко (менше 0,01 %) збудження, тремор, атаксія, дизартрія, енцефалопатія, кома.
- З боку сечовидільної системи — дуже рідко (менше 0,01 %) біль у ділянці нирок, ниркова недостатність, при передозуванні — відкладення кристалів ацикловіру у канальцях нирок.
- Зміни в лабораторних аналізах — дуже рідко (менше 0,01 %) лейкопенія, тромбоцитопенія, гемолітична анемія, підвищення рівня білірубіну в крові, підвищення активності амінотрансфераз та лужної фосфатази в крові, підвищення рівня креатиніну та сечовини в крові. Гематологічні порушення частіше спостерігаються у ВІЛ-інфікованих хворих, особливо при прийомі високих доз препарату.

## Протипокази
Валацикловір протипоказаний при підвищеній чутливості до ацикловіру, важкій нирковій недостатності. Валацикловір не застосовується дітям до 12 років. З обережністю застосовується препарат при вагітності та годуванні грудьми.

## Форми випуску
Валацикловір випускається у вигляді таблеток по 0,5 г.